# Gosseldange
Gosseldange (luxembourgeois: Gousseldeng, allemand: Gosseldingen) est une section de la commune luxembourgeoise de Lintgen située dans le canton de Mersch.
À proximité de Gosseldange se trouve le Gousselerbierg, en dessous duquel passe le tunnel Gousselerbierg, le deuxième plus long tunnel du pays.